# Ghiacciaio Unione
Il ghiacciaio Unione (in inglese: Unione Glacier) è un ampio ghiacciaio ricco di crepacci, situato sulla costa di Zumberge, nella parte occidentale della Terra di Ellsworth, in Antartide. In particolare, il ghiacciaio, il cui punto più alto si trova a circa 1.400 m s.l.m., si trova nella parte settentrionale della dorsale Patrimonio, nei monti Ellsworth. Da qui, esso fluisce in verso est a partire dal pianoro presente a sud delle colline Edson, scorrendo attraverso l'intera dorsale Patrimonio, passando a sud delle cime Pioniere e a nord delle cime Impresa. Prima di uscire dalla dorsale, al flusso del ghiacciaio Unione si unisce quello di diversi altri ghiacciai suoi tributari, tra cui, da ovest a est, lo Schanz, il Driscoll e il Flanagan, che gli si uniscono da nord, l'Hyde, che gli si unisce da ovest, e i ghiacciai Henderson e Ahrnsbrak, che gli si uniscono da sud-ovest.

## Storia
Il ghiacciaio Unione è stato mappato dallo United States Geological Survey grazie a ricognizioni terrestri dello stesso USGS e a fotografie aeree scattate dalla marina militare statunitense (USN) nel periodo 1961-66 ed è stato poi così battezzato dal Comitato consultivo dei nomi antartici in associazione con il nome della dorsale Patrimonio, che deriva dal "patrimonio culturale" statunitense.
Nei pressi del ghiacciaio è situata la pista aerea di ghiaccio del ghiacciaio Unione e il campo del ghiacciaio Unione, l'unico sito da campeggio di proprietà privata stagionalmente occupato in Antartide.